# Kunie Kitamoto
Kunie Kitamoto (født 18. september 1981) er en japansk fodboldspiller, som spiller for den japanske fodboldklub Simork.